# Don't (1974)
Don't é um filme-documentário em curta-metragem estadunidense de 1974 dirigido e escrito por Robin Lehman. Venceu o Oscar de melhor documentário de curta-metragem na edição de 1975.